# Cirrhochrista chionosticha
Cirrhochrista chionosticha là một loài bướm đêm trong họ Crambidae.